# Butte Pinson
Pour les articles homonymes, voir Pinson (homonymie).

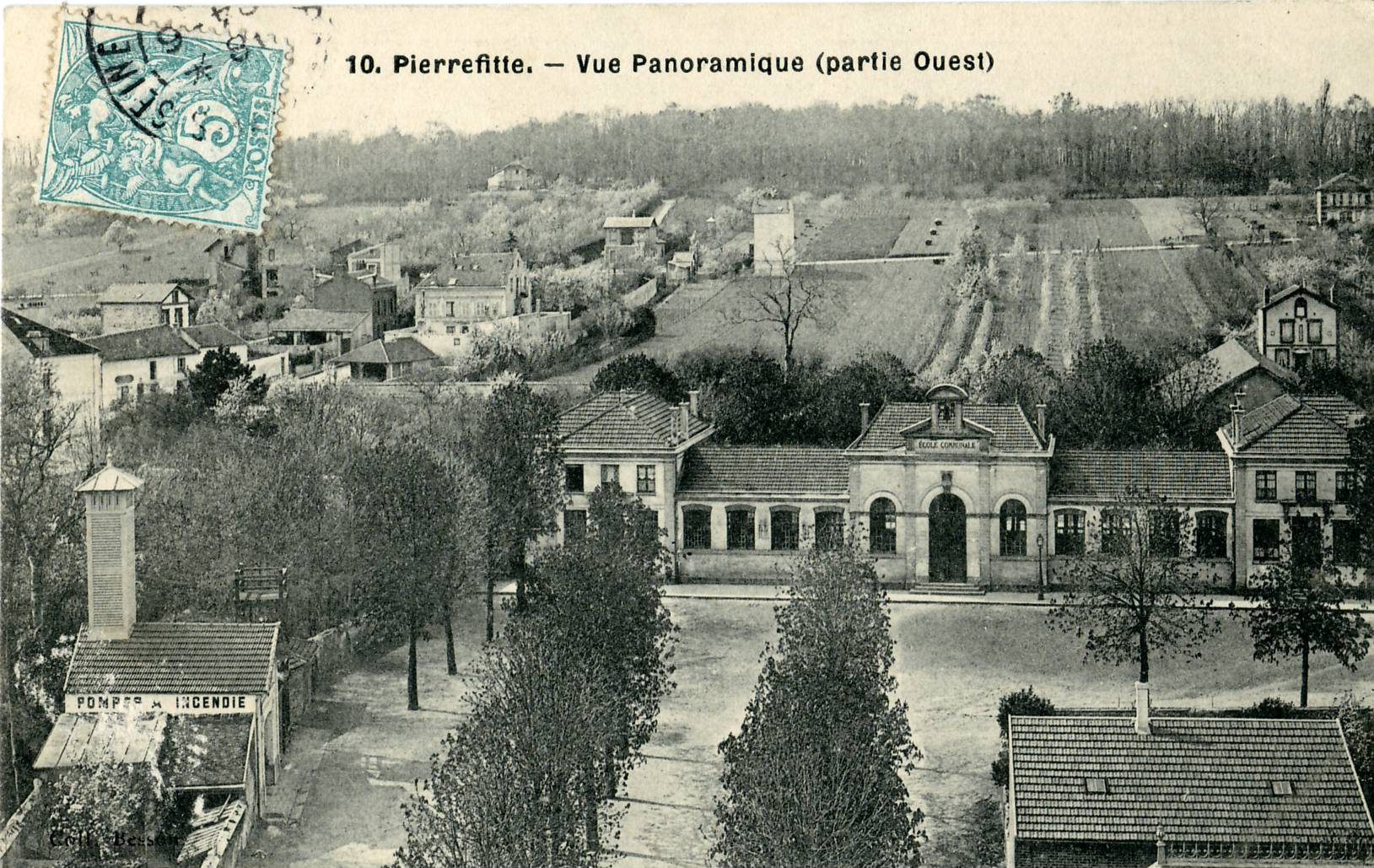
La butte Pinson au début du XXe siècle, vue depuis Pierrefitte-sur-Seine.

La butte Pinson est une des buttes-témoins formées par l'érosion de la cuesta du Bassin parisien à l'époque de l'Oligocène, qui a également formé, au nord de Paris, les buttes de Montmorency ou d'Écouen.
Elle est située à une douzaine kilomètres au nord de Paris, à cheval sur les communes de Pierrefitte, Villetaneuse (Seine-Saint-Denis), Groslay et Montmagny (Val-d'Oise) et qui est la première butte au nord de Paris après Montmartre.
La butte Pinson culmine à 108 m au niveau de la Redoute de la Butte Pinson et à 91 m au bois de Richebourg, et elle est donc moins élevée que la butte de Montmorency (186 m), dont elle est séparée par le thalweg formé par le ru d'Arra (ou ru des Haras) qui coule de Groslay vers la Seine.
Son gypse a été exploité par de nombreux carriers du Moyen Âge au début du XXe siècle.

## Géologie
La structure géologique de la butte Pinson est comparable à celle des autres buttes-témoins du Bassin parisien et les diverses couches reflètent la nature des différents dépôts : lagunaires (marne et masses du gypse), lacustres (marnes de Pantin), laguno-marin (marnes vertes) marins (calcaires de Sannois, marnes à huitres, sables de Fontainebleau).
Selon les feuilles "Isle-Adam" et "Paris" de la carte géologique de France réalisée par le BRGM, la butte Pinson se trouve sur un socle de calcaires de Saint-Ouen, puis des marnes à Pholodomya, des masses du gypse et marnes d'entre-deux masse, puis viennent des marnes de Pantin et d'Argenteuil, des marnes vertes et glaises à Cyrènes. Le sommet de la butte est formé de calcaires de Sannois et caillasses d'Orgemont, de marnes à huitres et, au faîte, de sables et grès de Fontainebleau.

## Histoire et occupation du site

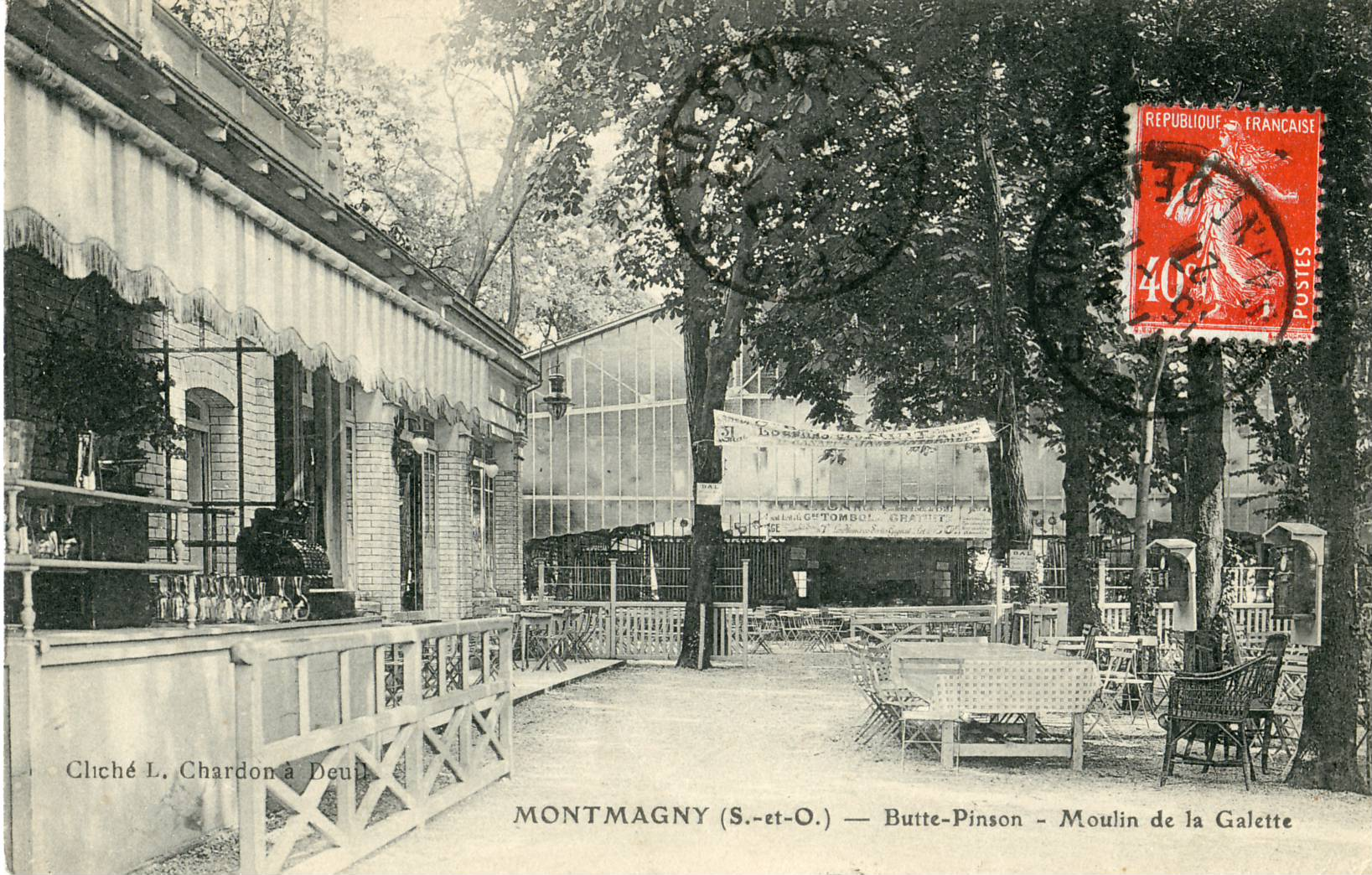
L'une des guinguettes de la butte Pinson, vers 1920.

Des moulins à vent figurent sous le nom des Moulins Pinsons sur la carte cantonale de Montmorency et de sa vallée, datée de 1857, sensiblement à l'emplacement de la Redoute.
Lors de la guerre franco-allemande de 1870, cette importante position qui domine toute la plaine en face de Saint-Denis fut occupée par les envahisseurs. Les Prussiens installèrent, le 15 janvier 1871, plusieurs batteries d'artillerie sur la butte Pinson, cachées dans un petit bois, d'où ils bombardèrent notamment Saint-Denis et le fort de la Briche.
En arrière des batteries, se trouvait le moulin dans lequel les Prussiens s'étaient établis. Une tranchée communiquait avec les batteries. Les feux de la Double Couronne détruisirent en partie ce moulin afin de le rendre inhabitable à l'ennemi.
Au début du XXe siècle, de nombreuses guinguettes s'étaient installées sur le butte Pinson, dans le secteur du bois de Richebourg (extrémité sud de la Butte). On y connaissait notamment un Moulin de la Galette.

### Les carrières

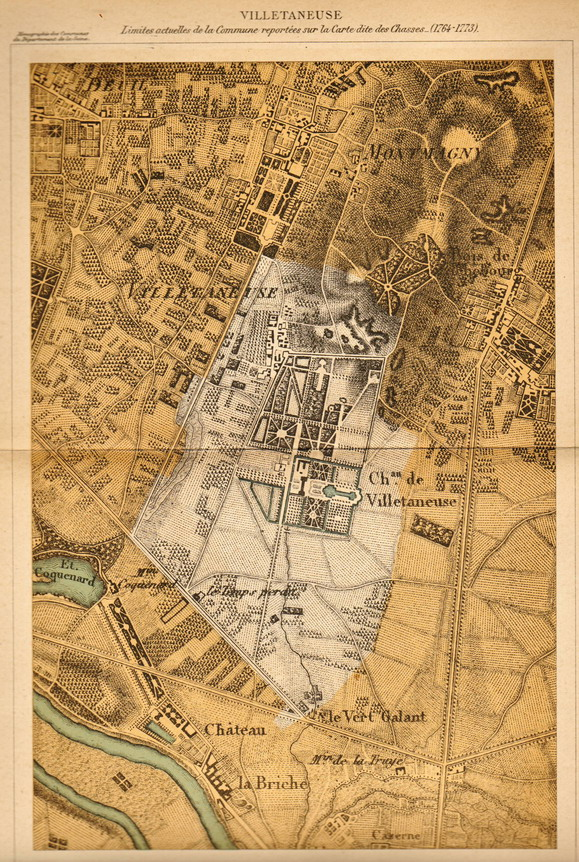
La carte des Chasses du Roi, datée de 1770, montre clairement de nombreuses carrières sur les flancs de la butte Pinson.

Ainsi qu'il a été exposé dans la section Géologie, la butte Pinson comprend une importante strate de marnes et gypse, qui est en réalité divisée en trois étages de gypse séparés par des marnes, soit, de haut en bas : 
- la première masse de gypse ou Haute-Masse, qui est celle qui a été exploitée dans les carrières à l'air libre du secteur ;
- puis, sous une couche de marne de 3 à 5 m de profondeur se trouve la Seconde masse de gypse, épaisse de 4 à 5 m, dont l'exploitation partielle s'est essentiellement faite en mode souterrain ;
- et enfin, sous des marnes à Lucines, une Troisième masse de gypse, qui n'a pas été exploitée à la butte Pinson.

Dès 1463, il est fait mention des carrières de pierre à plâtre de Villetaneuse, et les carrières sont bien visibles sur la carte des Chasses du Roi, qui date de 1770. Selon les lieux, on y extrait du sable ou du gypse, matière première de la fabrication du plâtre, matériau de construction économique traditionnel de l'Île-de-France.
Le plan directeur de la Région de Paris de 1910 permet de constater une généralisation des carrières sur la butte Pinson, sous forme de carrières à ciel ouvert et de carrières souterraines.
Les délibérations du conseil municipal de Villetaneuse permettent d'ailleurs de constater de fréquents conflits dans les années 1920 avec les carriers, qui creusent sous les voies publiques du secteur et sans autorisation.
Si, selon la carte IGN de 1934, les carrières des Moutonnes (à Villetaneuse) et des Faucilles (Montmagny) se sont élargies, et sont essentiellement exploitées en mode souterrain, c'est la fin de leur cycle, puisque, selon les cartes de 1962, les carrières de Villetaneuse et de Montmagny ont fermé, et les secteurs nord servent de dépotoirs.
La carrière Vieujot, située le plus au sud, est transformée en parc départemental au début des années 1980, après avoir été remblayée. Les autres carrières seront elles aussi remblayées, soit par des déchets ménagers, soit par des remblais, et l'ensemble de la butte Pinson est destiné à devenir un grand parc régional de plus de 120 hectares.

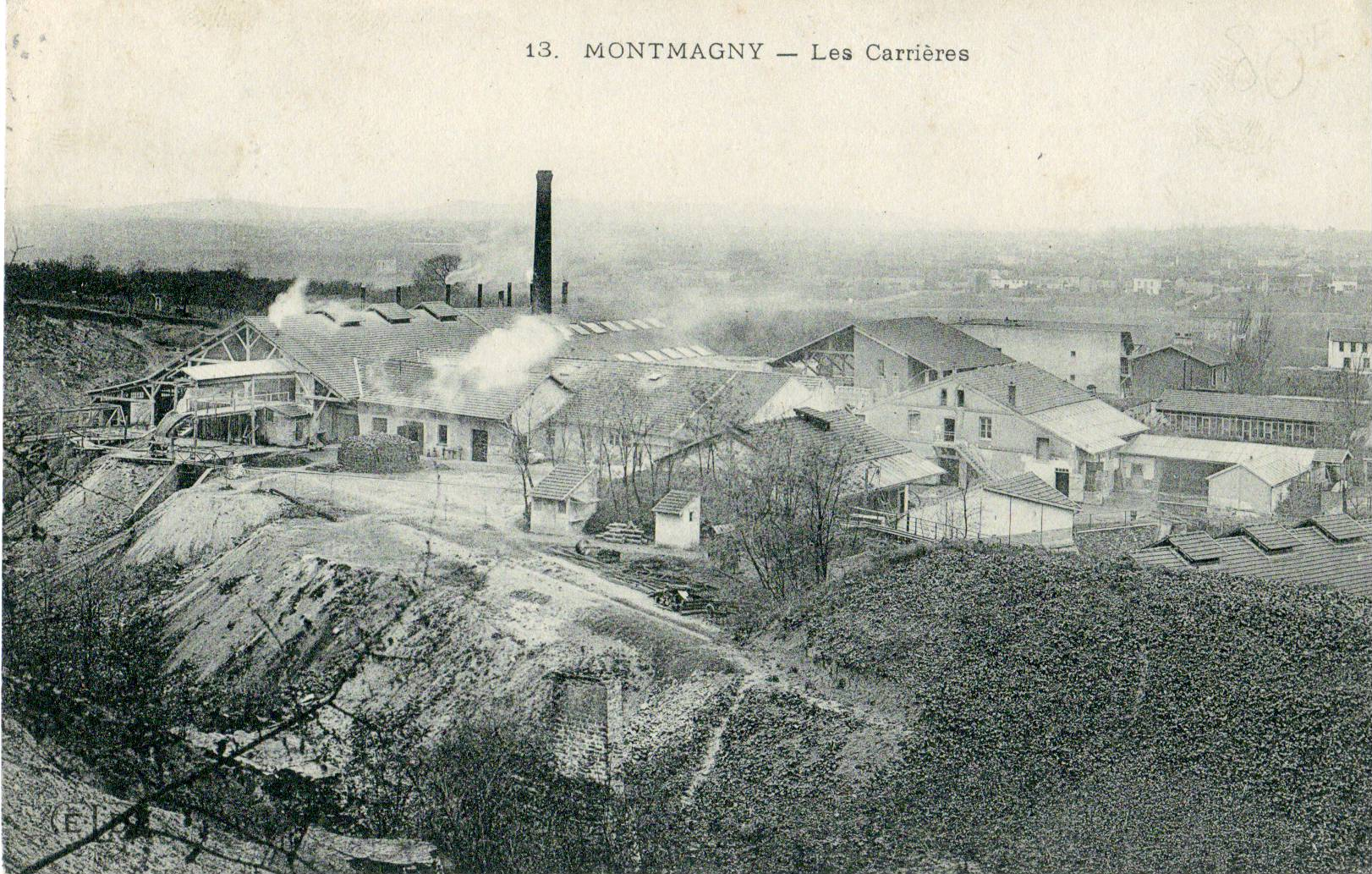
Une des carrières de Montmagny au début du XXe siècle.
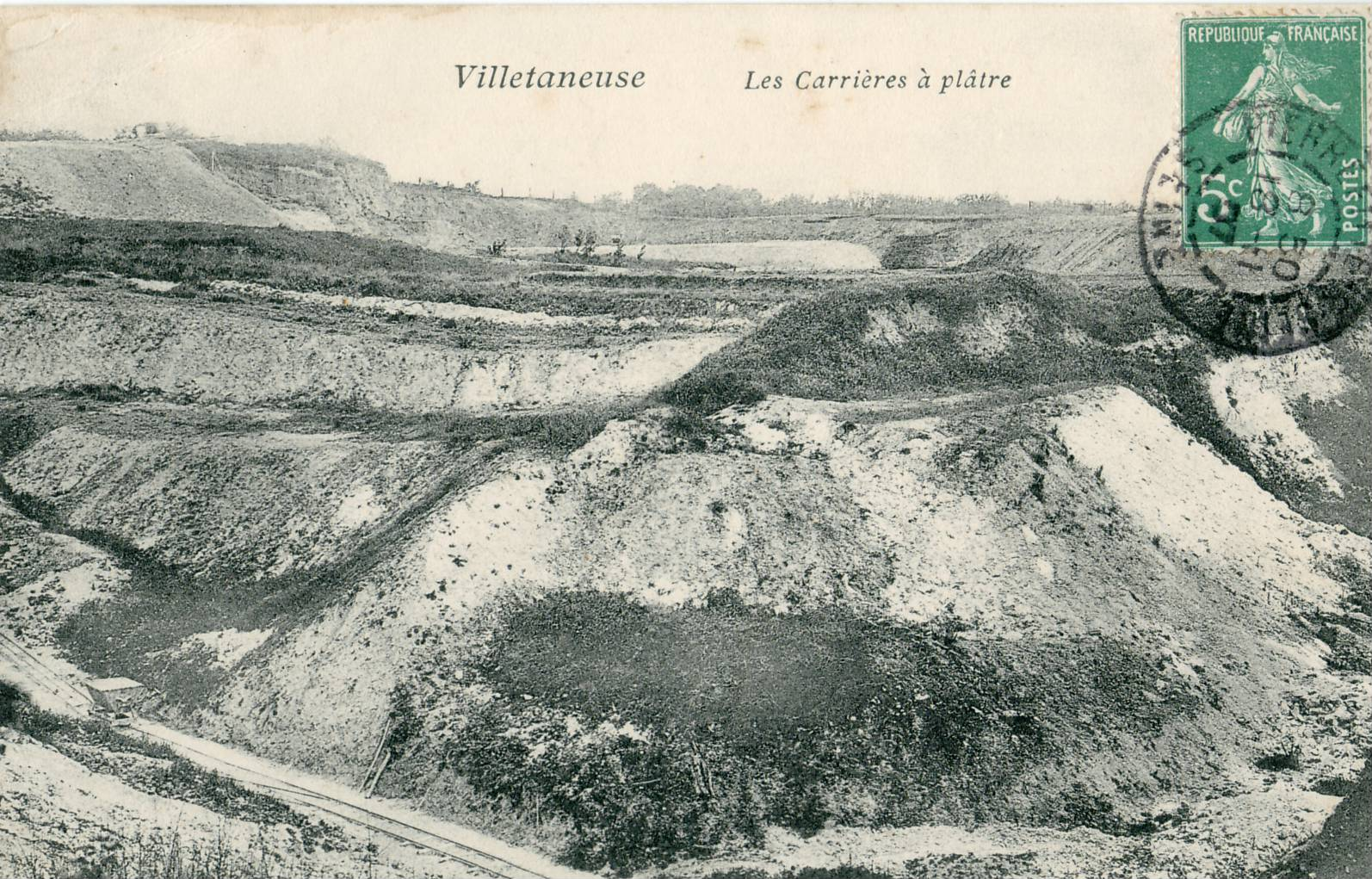
Carrière à Villetaneuse, avant 1907.

### La redoute de la Butte-Pinson

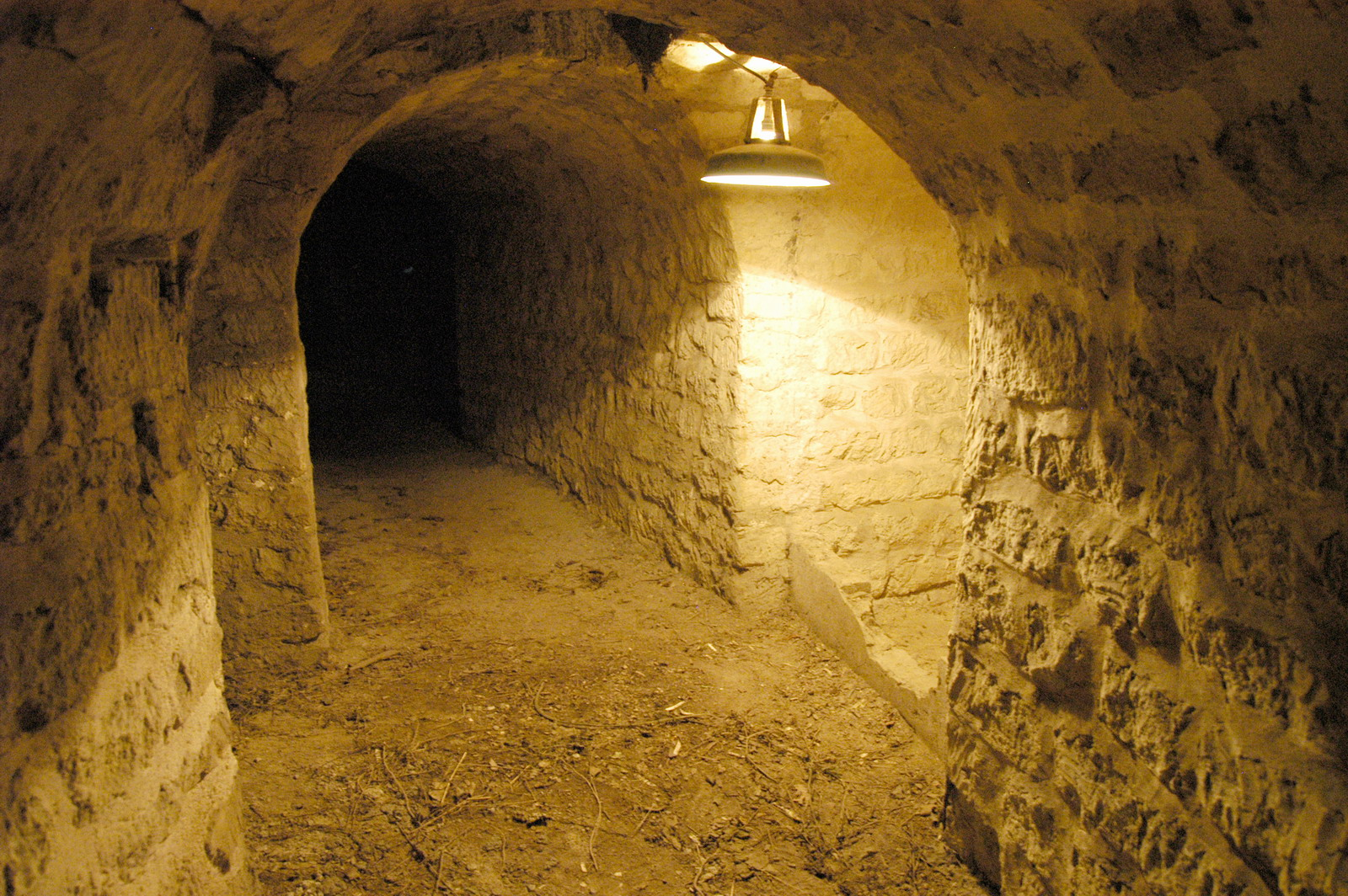
Les souterrains de contrescarpe de la redoute.

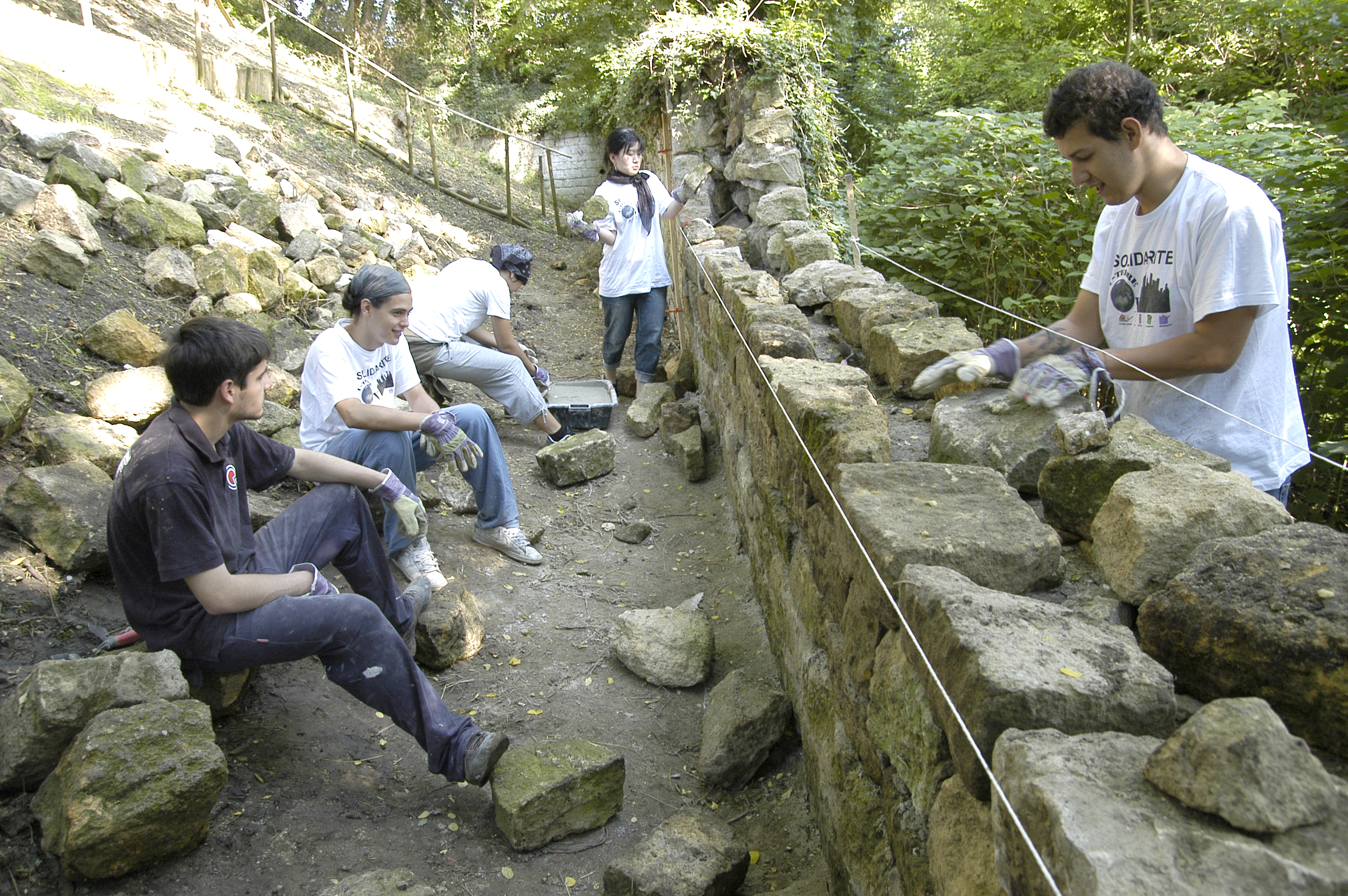
Le chantier international de l'été 2007 a permis la réparation d'un des murs d'enceinte de la redoute.

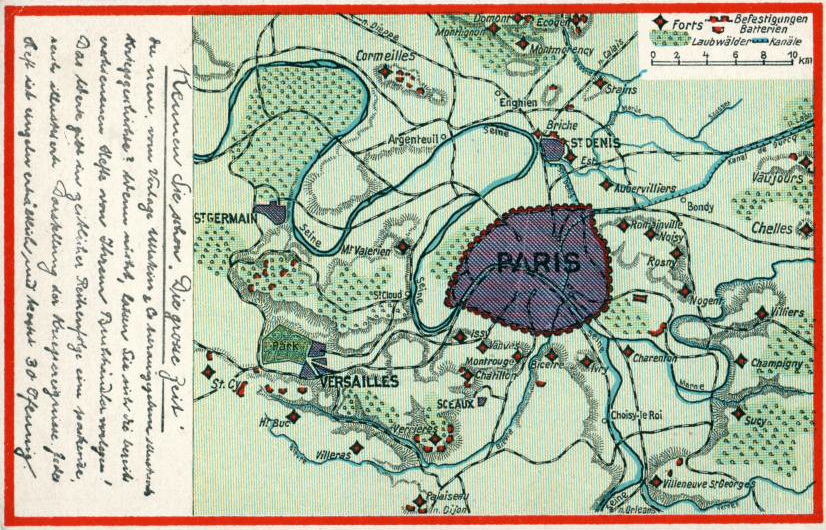
Carte postale allemande du début du XXe siècle, montrant le plan des fortifications de la place de Paris.

Le terrain de la butte Pinson est utilisé lors du siège de Paris de 1870, par les troupes prussiennes qui y installent dès le 21 septembre plusieurs batteries d'artillerie, dont les positions seront bombardées par l'artillerie des forts de la Briche et de la Double-Couronne et qui seront eux-mêmes bombardés.
L'ancienne redoute de la Butte-Pinson (alors appelée Butte Pinçon) conçue en 1875, après la guerre de 1870, par Séré de Rivière pour contribuer à la défense du camp retranché de Paris, pouvait accueillir 22 ou 23 pièces d'artillerie servies par une garnison de 151 militaires et devait pouvoir résister à un siège de trois mois.
Les terrains occupés par la redoute, de 3,92 hectares, ont été acquis en vertu d'une loi du 27 mars 1874, et sur la base d'un décret déclaratif d'utilité publique du 10 mai 1875.
Le site possédait des vues très étendues grâce à son altitude (108 mètres) :
- Au nord sur Groslay, les RN 1 et RN 16 et à l’arrière plan la forêt de Montmorency ;
- À l’ouest sur Montmagny et la butte de Cormeilles-en-Parisis ;
- Au sud sur l’ensemble de la banlieue Nord de Paris.

La redoute se trouvait à l'arrière des forts d’Écouen et de Stains, et complétait la surveillance des abords de Saint-Denis par le fort de l'Est, de la Double-Couronne et de la Briche.
Pendant la Première Guerre mondiale, la redoute et ses quatre canons de 75 sont chargés en mars 1918 de défendre l’aéroport du Bourget distant seulement de 13 km. En 1940, les Allemands y installent des canons anti-aériens : ils en seront chassés le 27 août 1944 par la 2e DB du général Leclerc. Le 28 août 1944, la butte devient le QG de Leclerc. Après-guerre, elle abrita des radars militaires protégeant l'aéroport du Bourget.
Démilitarisé depuis 1954, le site est encore utilisé par Dassault pour y tester ses radars. Puis la redoute est rachetée en 1973 par le syndicat d'étude et d'aménagement de la Butte Pinson (SIEABP), alors formé par les communes de Pierrefitte et de Montmagny, d'abord pour éviter que le site et les environs ne soient empiétés par un projet d'autoroute (qui aurait porté le nom de B16) entre la route nationale 1 et l'autoroute A13, et en vue de l'aménagement du Parc. Cette redoute n'a pas aujourd'hui d'usage particulier. La caserne est occupée par des associations (club de tir, association viticole, puis association d'apiculture), et les fossés par des jardins familiauxtoujours existant en 2024 géré par une associations . Le syndicat (qui a été rejoint par les communes de Groslay et de Villetaneuse) souhaite travailler à son ouverture au public.
Depuis 2005, en partenariat avec l'association Solidarités Jeunesses Ile-de-France/Vir'Volt, un chantier international de jeunes volontaires a lieu chaque été pour débroussailler, entretenir le site et restaurer le mur d'enceinte. Le chantier est un prétexte à la rencontre entre jeunes des communes et jeunes venus du monde entier,.

### La vigne, le maraîchage et les jardins ouvriers
La faune et la flore sauvage ont repris leurs droits sur ce territoire peu urbanisé et peu fréquenté. On y aurait par exemple repéré des perruches sauvages. des hérissons, un renard,( aperçu plusieurs fois), des  écureuils, des pies…
Depuis les années 2010, une ferme pédagogique est implantée sur le territoire de Montmagny. Cette structure accueille également des personnes en réinsertion,.
Des jardins ouvriers existent toujours en haut de l'école, les terres cultivé et le chemin entretenue par les jardiniers et ce depuis de nombreuses années. 

### Les projets
Aujourd'hui, la butte Pinson est un  espace vert de 120 hectares, s'étendant du futur boulevard intercommunal du Parisis et de l'entrée de Sarcelles jusqu'à Villetaneuse, dont une grande partie appartient au Conseil régional d'Île-de-France, qui en réalise progressivement l'aménagement par l'intermédiaire de son établissement public, l'agence des Espaces verts d'Île-de-France.
Le site abrite également 120 familles de gens du voyage, dont le relogement conditionne la réalisation complète du projet. Une enquête sociologique réalisée fin 2005 a permis de recenser 427 personnes issues des gens du voyage qui vivent dans le secteur de la butte Pinson. La population recensée par cette enquête est principalement installée sur les communes de Montmagny et de Groslay.
L’ancien parc départemental de Villetaneuse a été intégré à l'espace régional de la Butte Pinson en 2013. Sous les lignes à très haute tension de 225 000 volts qui traversent le parc, les arbres sont remplacés en 2016-2017 par des arbustes fruitiers comme des cassissiers.
Le Syndicat intercommunal s'est fixé comme objectif d'être partenaire de la Région d’Île-de-France pour l'aménagement du parc régional, et de mettre en valeur la Redoute. De fin août 2017 à juin 2018, le parc sud (ancien parc départemental de Villetaneuse) est fermé au public pour rénovation. Dans la continuité de l’entrée nord, un belvédère donnant un point de vue sur Paris et la Seine-Saint-Denis doit s'insérer au-dessus de l’ancienne cascade pour un balcon sur la zone humide réaménagée en contrebas. La mare sera équipée d’un ponton d’observation et la cascade doit recevoir des plantes vivaces. Une aire de jeux pour enfants couplée à une fontaine est prévue.
Un parcours contenant des reproductions d’œuvres du peintre Maurice Utrillo jalonne un sentier et rappelle celles qu'il a peintes sur le site.